# Августовские пушки
«А́вгустовские пу́шки» (англ. The Guns of August) или «А́вгуст 1914» (англ. August 1914) — научно-популярное историческое произведение Барбары Такман о предпосылках и первом месяце Первой мировой войны, изданное в 1962 году. После вступительных разделов Такман в деталях описывает развёртывание конфликта. Она сосредотачивается на военной истории стран — участниц Первой мировой войны, прежде всего великих держав. «Августовские пушки» описывают ранний этап войны до начала битвы на Марне. В книге автор описывает планы, стратегии, события, международные настроения до и во время войны.
За публикацию книги Барбара Такман в 1963 году получила Пулитцеровскую премию за документальное прозаическое произведение . Позднее она вернулась к теме Первой мировой войны в сборнике из восьми эссе «Гордая башня: Портрет мира перед войной, 1890—1914»(1966).

## Главные герои
Такман тщательно знакомит читателя со всеми ключевыми игроками, как союзными (из Франции, Великобритании, Бельгии и России), так и немецкими командирами. С её характерным вниманием к деталям, мы узнаем об их личностях, сильных и слабых сторонах.
- Жозеф Жоффр, французский генерал, главнокомандующий французской армии.

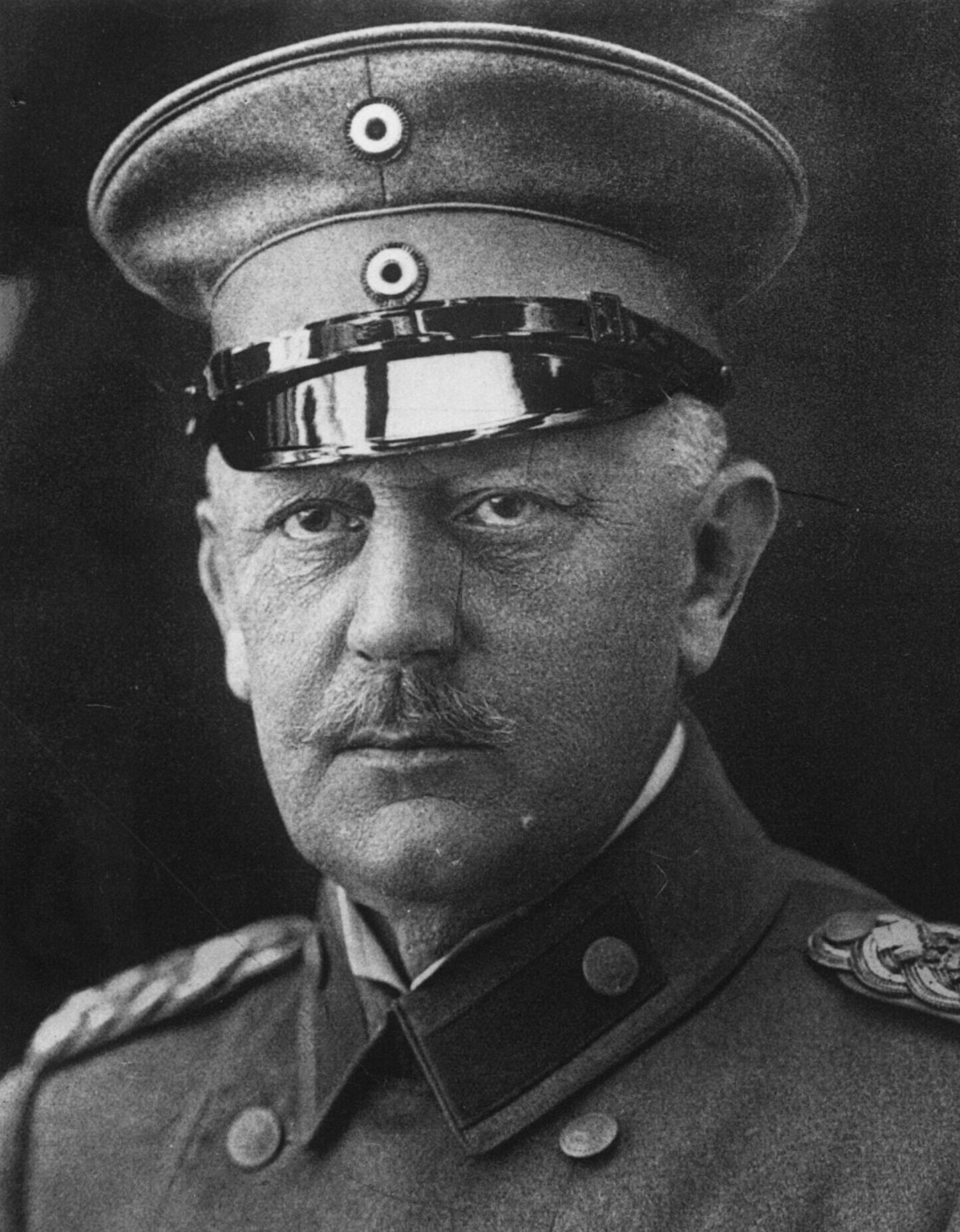
Хельмут Мольтке, начальник немецкого генерального штаба.
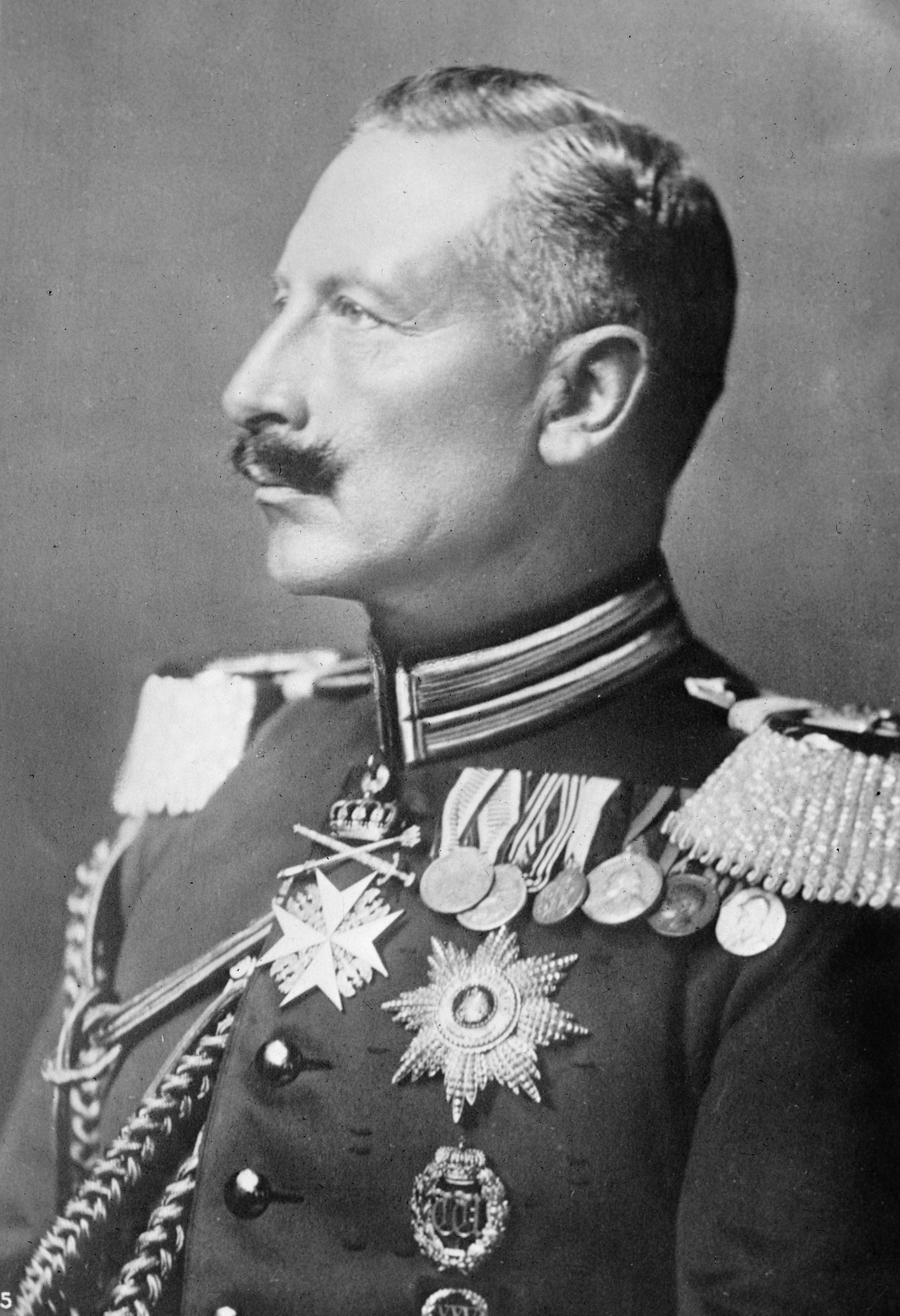
Вильгельм II кайзер Немецкой империи
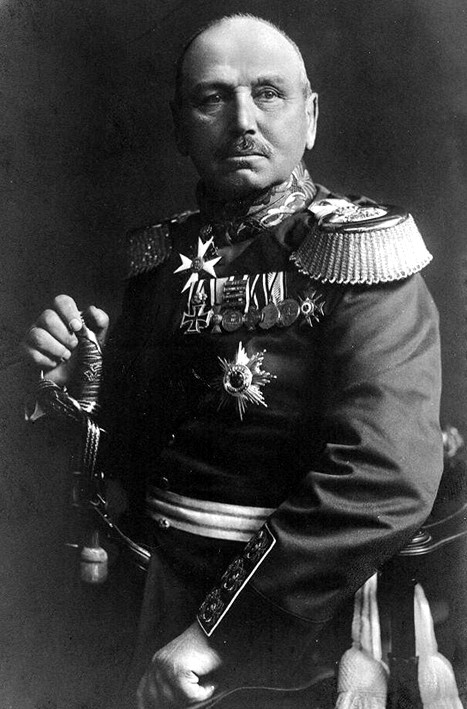
Александр фон Клюк командир дальнего правого немецкого крыла
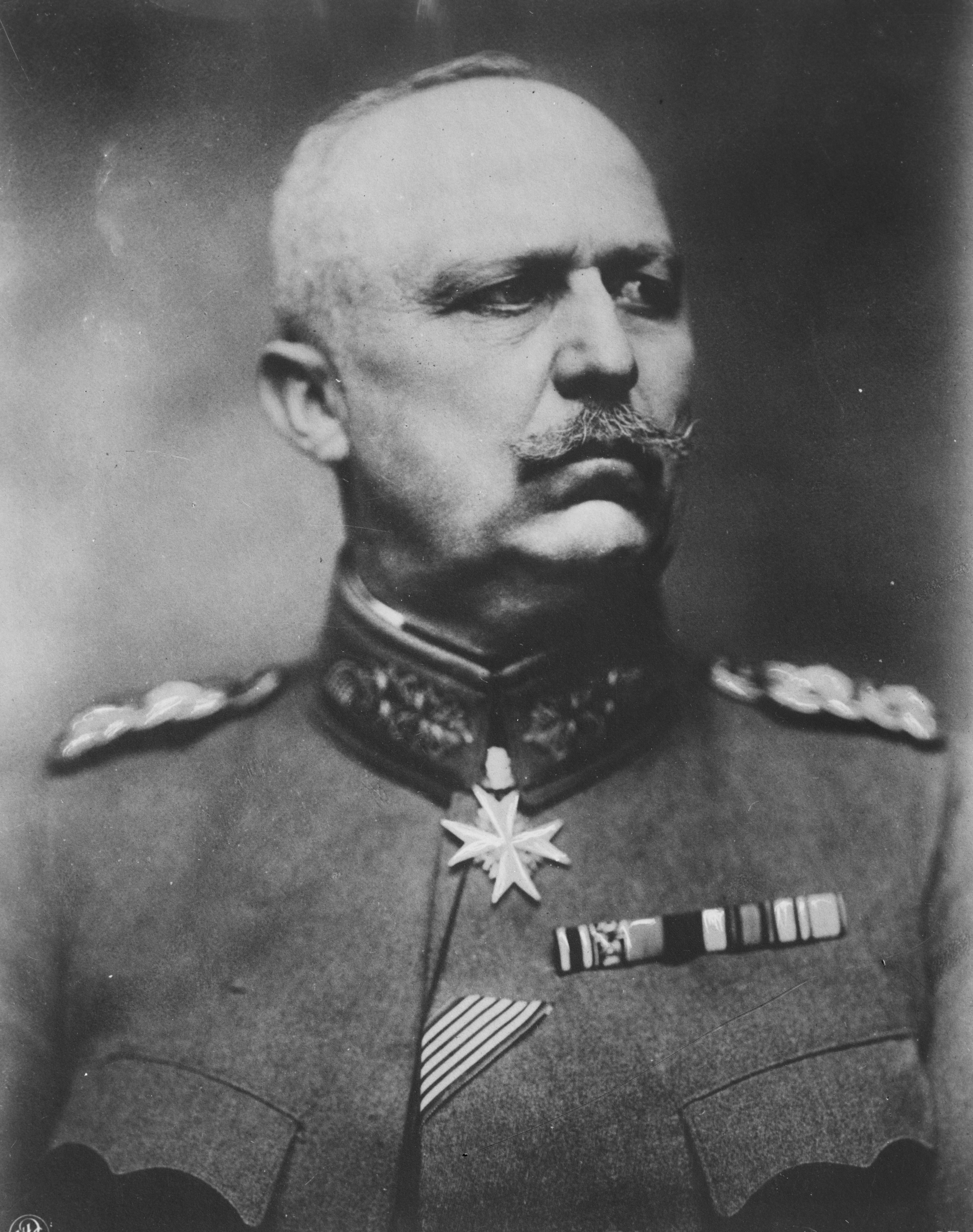
Эрих Людендорф, немецкий военачальник, генерал-полковник времён 1-й Мировой войны

- Альберт I, король Бельгии, главнокомандующий бельгийской армии. Он в ответственный момент принял трудное решение и не согласился на немецкие условия.
- Князь Николай Николаевич Младший, верховный главнокомандующий силами Российской империи в начале Первой мировой войны.
- Джон Френч, британский фельдмаршал, возглавлял на Западном фронте Британские экспедиционные силы.

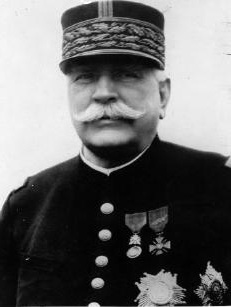
Жозеф Жоффр, французский главнокомандующий
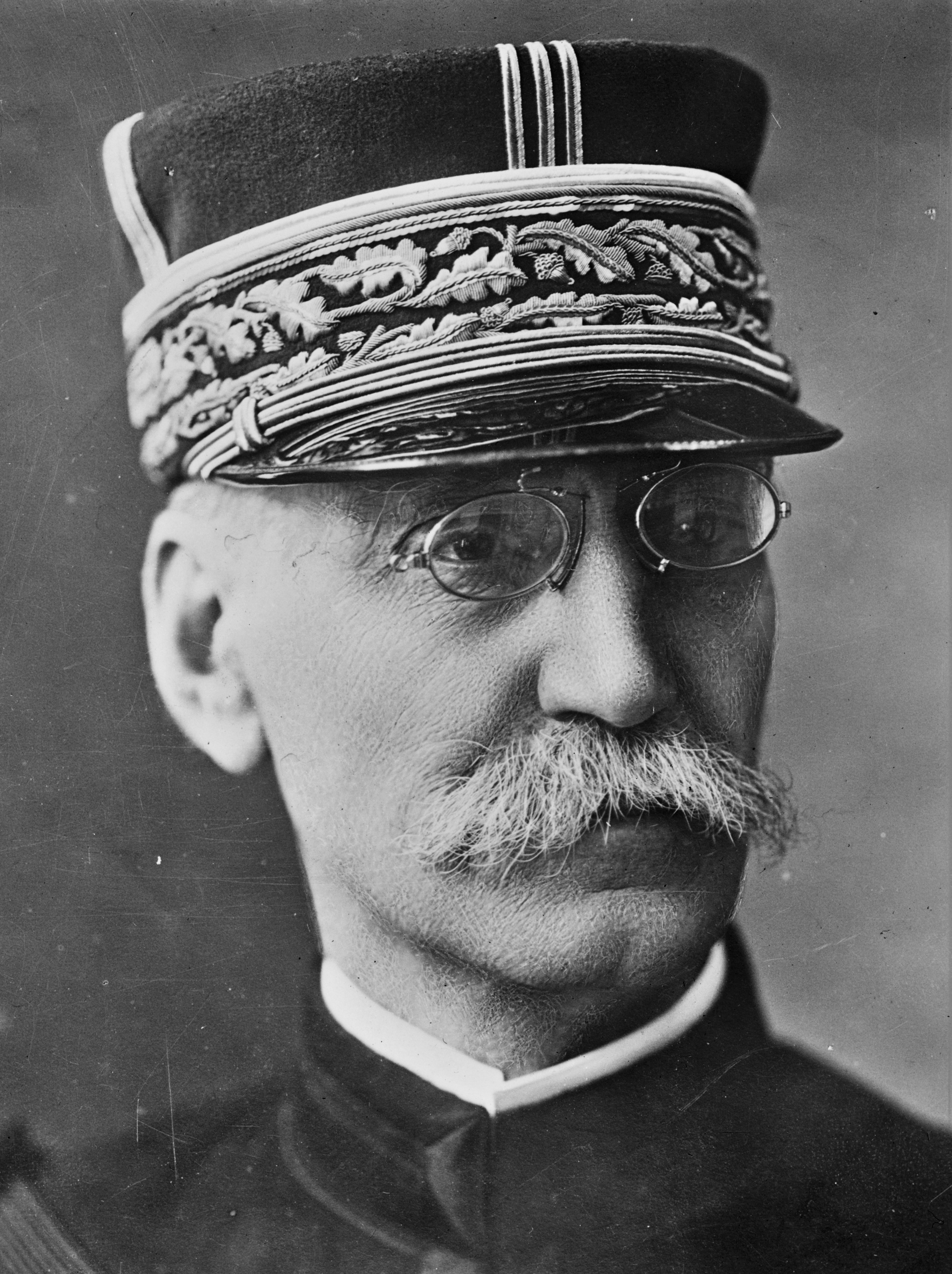
Жозеф Симон Галлиени, военный комендант, руководитель обороны Парижа
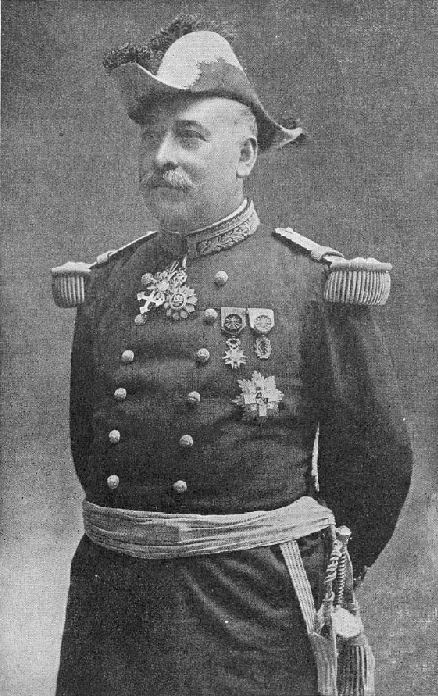
Шарль Ланрезак французский генерал, командующий 5-й армией
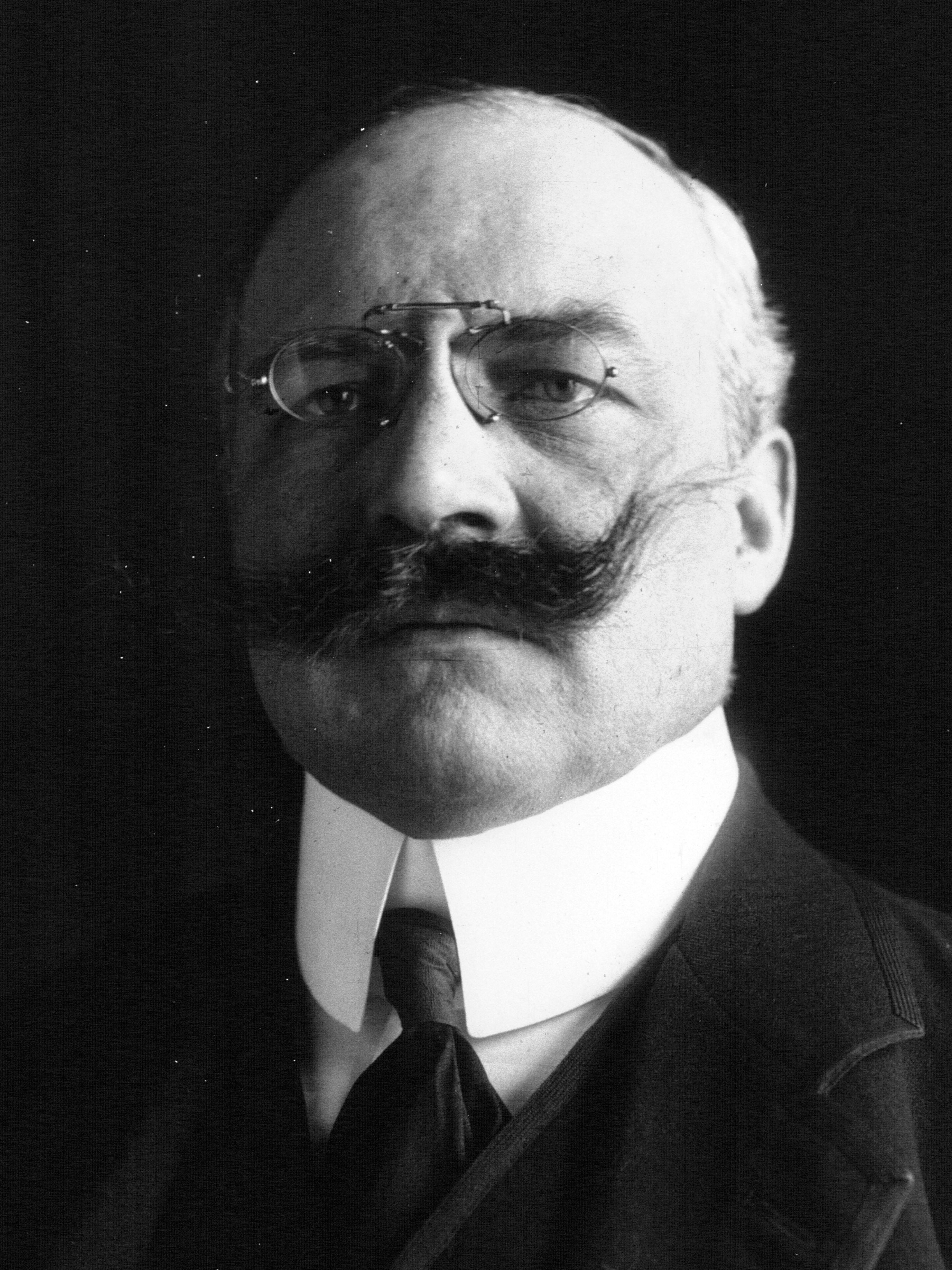
Адольф Мессими[англ.], французский военный министр

- Хельмут Мольтке,
начальник немецкого
генерального штаба
- Вильгельм II
кайзер Немецкой империи
- Александр фон Клюк
командир дальнего
правого немецкого крыла
- Эрих Людендорф,
немецкий военачальник,
генерал-полковник времён
1-й Мировой войны

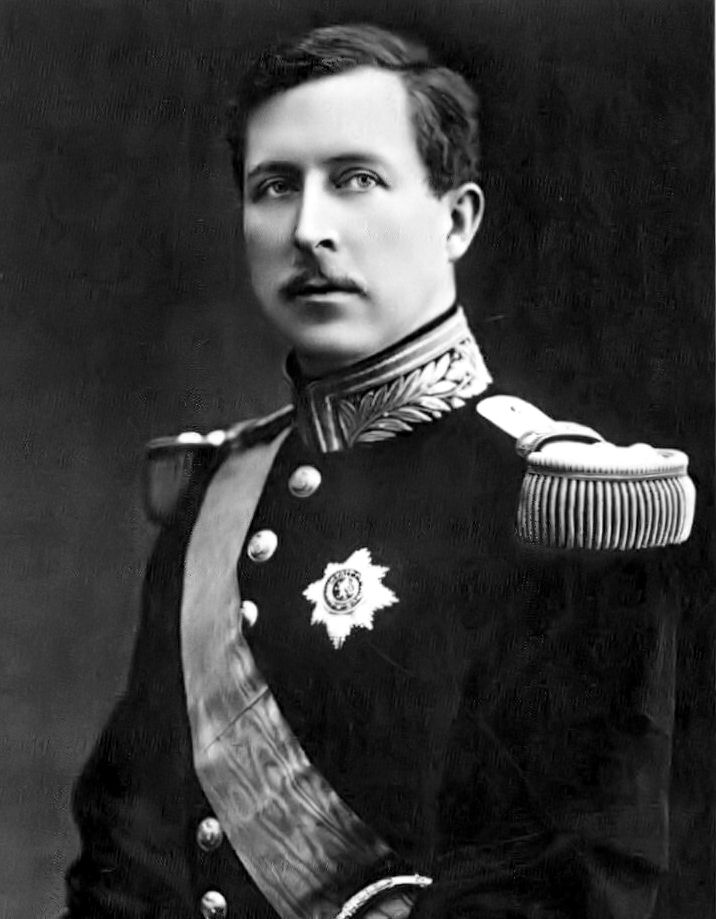
Альберт I, король Бельгии, главнокомандующий бельгийской армии
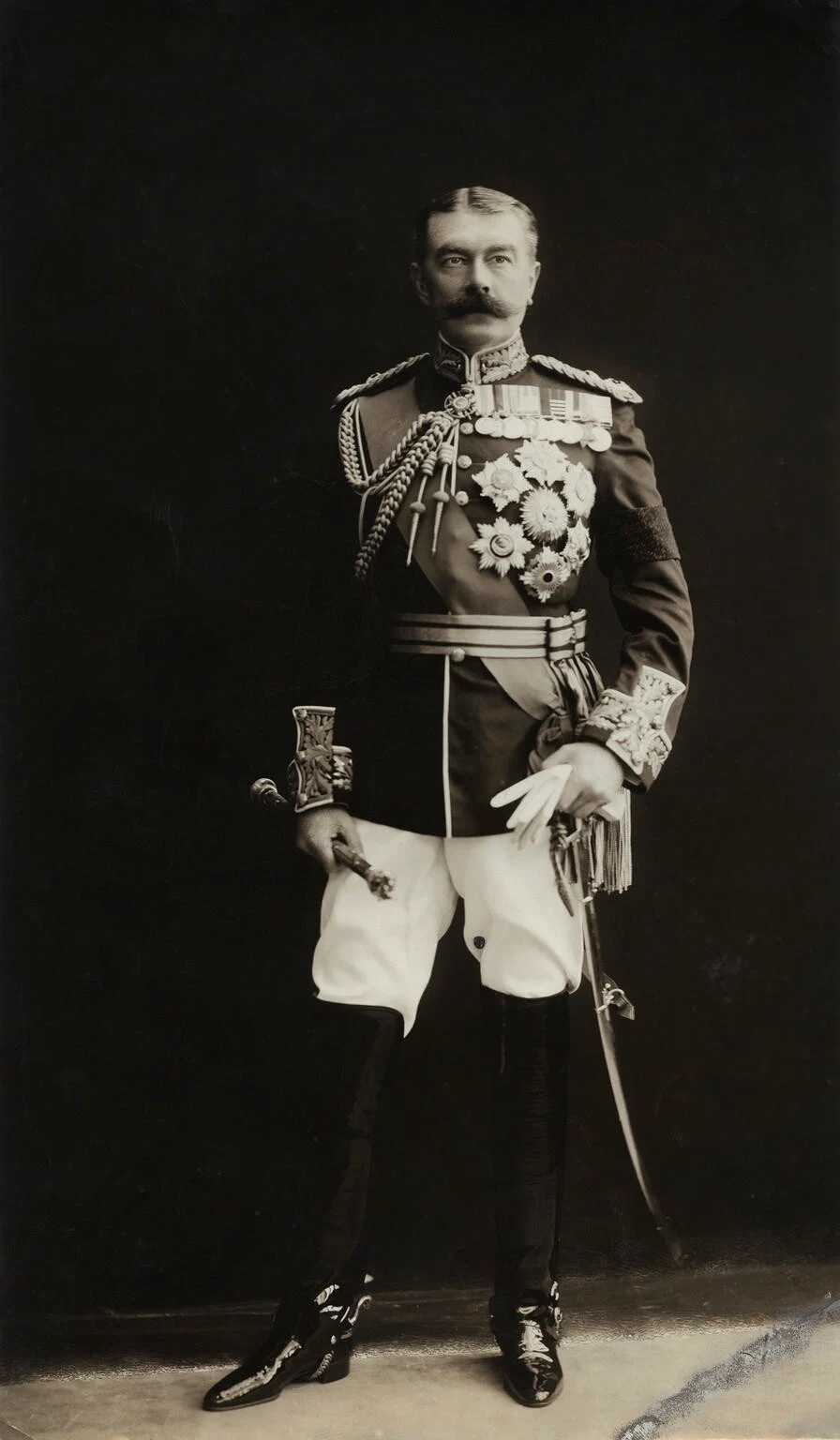
Герберт Китченер, военный министр Великобритании
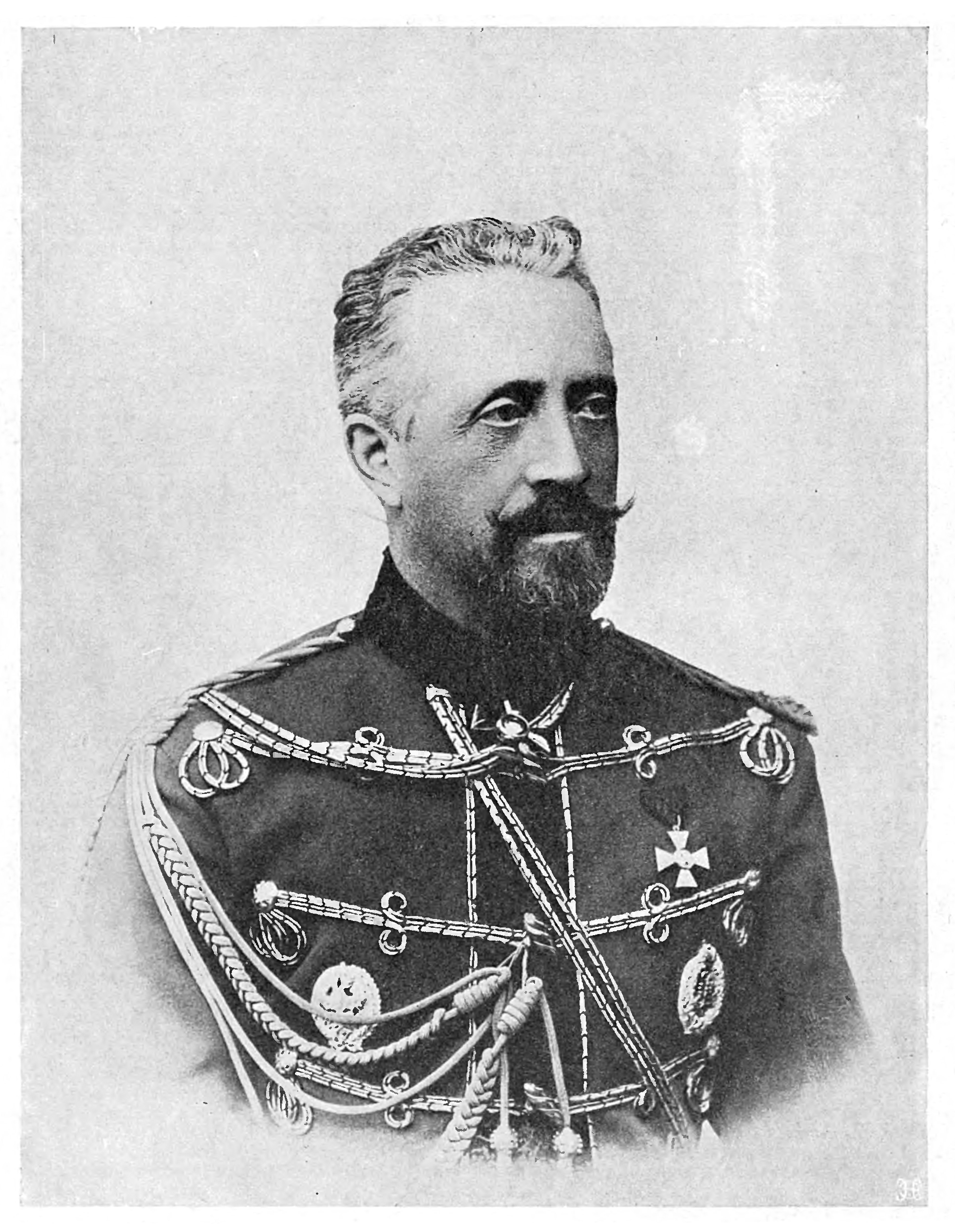
Князь Николай, главнокомандующий силами Российской империи
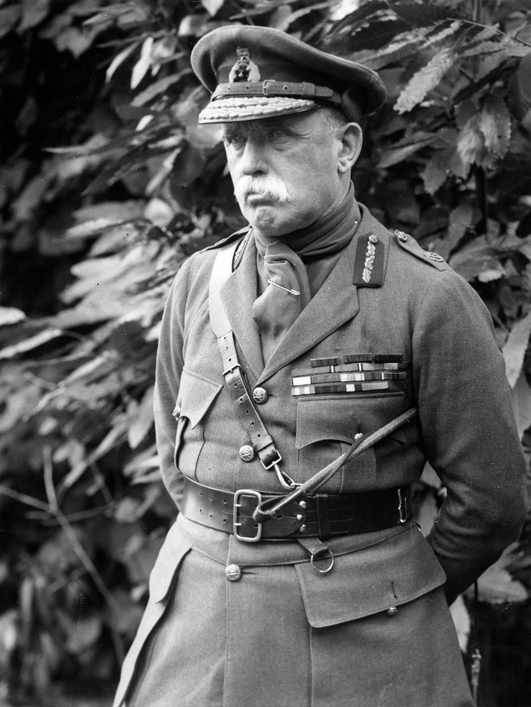
Джон Френч, фельдмаршал, возглавлял на Западном фронте Британские экспедиционные силы

- Некоторые имена, хотя и упоминаются нечасто, довольно знакомы рядовому читателю: французский президент Раймон Пуанкаре, британский первый лорд адмиралтейства Уинстон Черчилль, и молодой солдат Шарль де Голль, воевавший за Францию среди других.
- Также упоминаются Распутин и Вильгельм Рентген. Последний был из тех учёных, которые подписали «манифест девяносто трёх» (открытое письмо — оправдание действий немецкой армии при оккупации Бельгии, в частности уничтожения здания университетской библиотеки в городе Лёвен).

## Книга

### Похороны

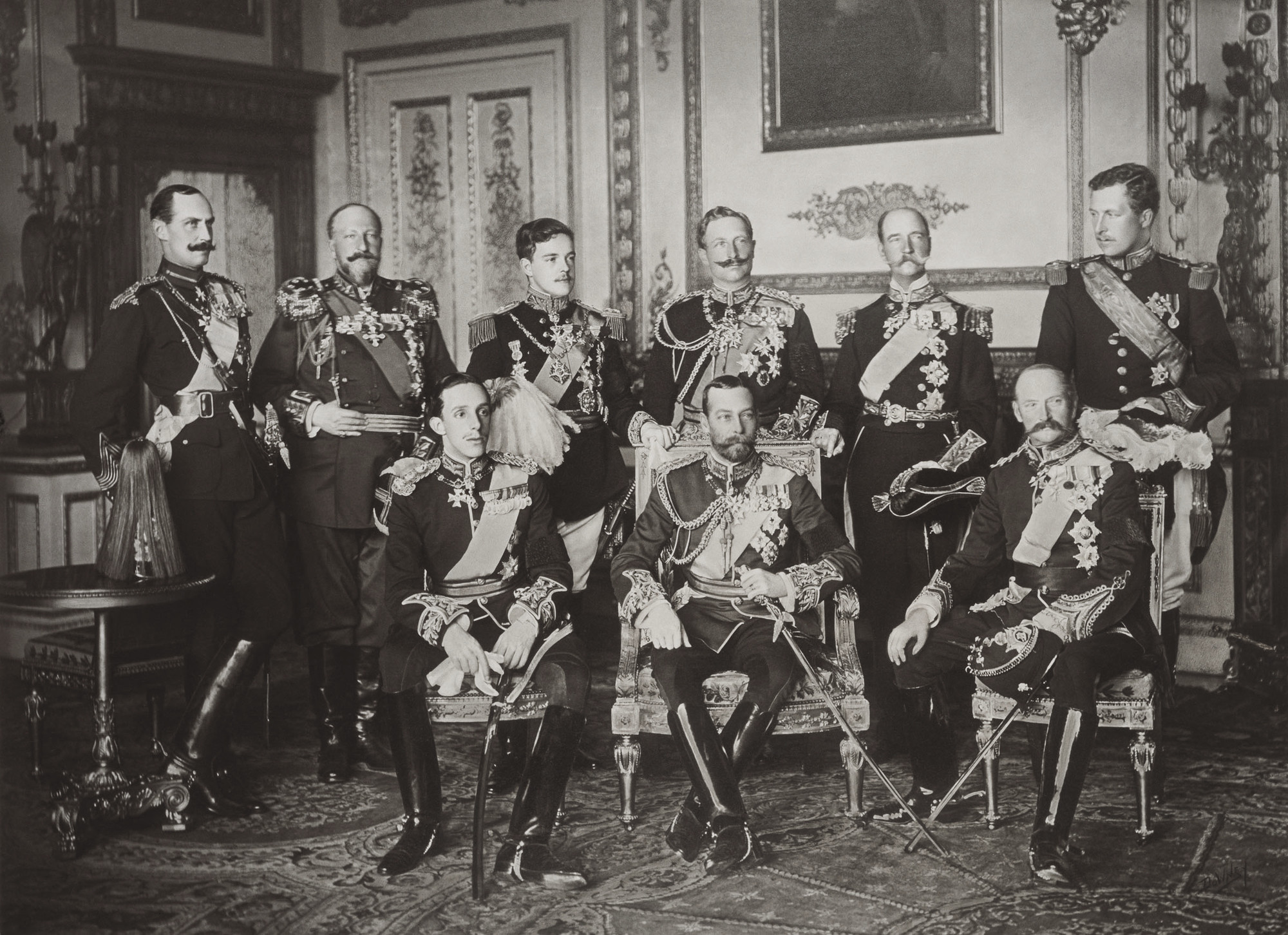
Девять монархов, которые присутствовали на похоронах, фото в Виндзорском замке 20 мая 1910.
Слева направо: король Норвегии Хокон VII, царь Болгарии Фердинанд I Кобург, король Португалии Мануэл II, кайзер Вильгельм II (племянник короля Эдуарда), король Греции Георг I (брат жены Эдуарда) и король Бельгии Альберт I.
Сидят слева направо: король Испании Альфонсо XIII, преемник Эдуарда Георг V и король Дании Фредерик VIII (брат жены Эдуарда)

В мае 1910 года на похоронах британского короля Эдуарда VII присутствовали 9 королей Европы. Среди них выдающимся был кайзер Германской империи Вильгельм II, племянник короля Эдуарда. Отмечается, что покойника из-за многочисленных семейных связей с правящими династиями других стран называли «дядей Европы»:
- кайзер Вильгельм II был его племянником;
- король Греции Георг I был братом жены Эдуарда;
- король Дании Фредерик VIII был вторым братом его жены;
- российский император Николай II был его племянником по линии матери Марии Фёдоровны (в девичестве — Дагмар), сестры жены Эдуарда;
- российская императрица и жена Николая II Александра Фёдоровна была его племянницей;
- его дочка Мод Уэльская была королевой Норвегии;
- племянница Виктория Евгения Юлия Эна была королевой Испании;
- третья племянница Мария Эдинбургская должна была стать королевой Румынии;
- король Норвегии Хокон VII также был родственником по датской линии жены Эдуарда;
- другие родственники, потомки 9 сыновей и дочерей королевы Виктории были в избытке при всех королевских домах Европы.

Эта глава [15-30] начинается и заканчивается королевскими похоронами [15-18, 26-30]. Между их описанием находим обсуждение предпосылок и расклада сил накануне Первой мировой войны (1914—1918).

### Планы
Главы со 2 по 5 [33-87] сгруппированы в первую секцию «Планы». Здесь отражено предвоенное планирование ведущих стран Европы: немецкий план Шлиффена, французский наступательный план XVII, совместные британские и французские договорённости, подход России к будущей мировой войне.

### Начало
Секция «Начало» начинается с краткого вступления [91-92], где упоминается, что в Сараево 28 июня 1914 года боснийский серб Гаврило Принцип (род. 25 июля 1894 — умер 28 апреля 1918) убил Франца Фердинанда, эрцгерцога австрийского, и его жену, графиню Софи.
Главы с 6 по 9 [93-157] начинаются с августа 1914 года. Описаны обсуждения и манёвры ведущих политиков, дипломатические дела, действия разных армий в первые дни войны, с 1 августа по 4 августа. Раскрываются колебания кайзера, попытки России обеспечить вступление в войну союзной Франции, попытки Франции получить гарантии от Великобритании относительно её участия, а в самом конце и ультиматум Германии Бельгии.

### Битва
Основная часть оставшейся книги (главы с 10 по 22 [159-483]) посвящена битвам и тактическому планированию на двух фронтах: Западному (главы с 11 по 14, 17, 19 и 22) и Восточному (главы 15 и 16). Однако Австрия и Балканы проигнорированы. Главы 10 и 18 посвящены войне на море.

#### Средиземноморье

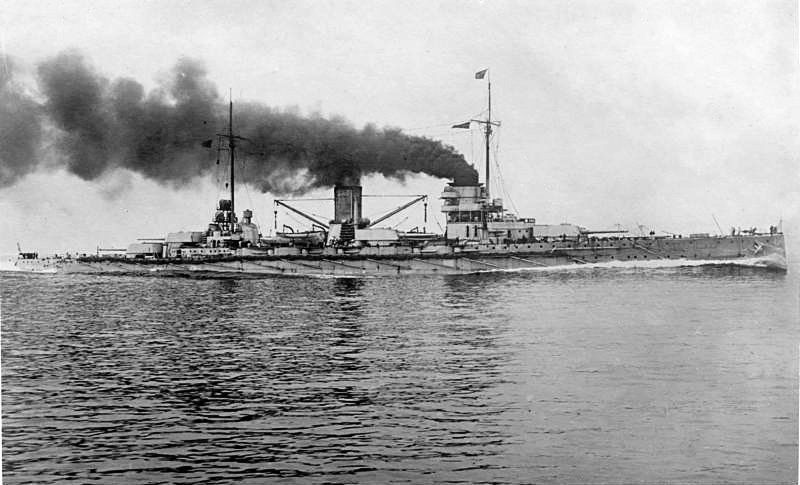
Линейный крейсер Германской империи «Гёбен»

Такман начинает секцию «битва» описанием поиска союзным флотом немецкого линейного крейсера «Гёбена» в Средиземноморье (глава 10 [161-187]). «Гёбен» проплыл в Дарданеллы, воды Османской империи [182-184]. Такие действия флота рядом с дипломатическими мерами определили вступление Турции на немецкой стороне. Это блокировало российский импорт/экспорт через круглогодичные порты в Чёрном море. Что, в свою очередь, привело к катастрофической для Антанты Дарданелльской операции.

### Комментарии
1. ↑  Такман игнорирует войну между Австрией и Россией, между Австрией и Сербией, кроме тех случаев, когда это затрагивает Средиземноморье. В её примечаниях автора, она объясняет, что «неисчерпаемые проблемы на Балканах» нуждаются в «скучной длине», которую, к счастью, можно пропустить без ущерба для «целостности» книги. Итак, враждебные отношения между Австро-Венгерской империей и Королевством Сербии не заслуживают дальнейшего упоминания.